# Mosiah Roots
Nascida em 1998, a banda baiana Mosiah Roots é formada por seis amigos que têm o objetivo de se expressar através do reggae. O grupo começou a buscar sua própria raiz, misturando o ritmo jamaicano à música baiana, atingindo assim, um numero cada vez maior de pessoas.
A estrada, a convivência, os erros e acertos foram lapidando e selando a união entre os integrantes, promovendo seu crescimento. Em 2002 lançaram seu primeiro disco, Mosiah Roots Ao vivo, uma produção independente, que obteve excelente repercussão, chegando a ser líder em vendas em algumas lojas da capital baiana durante meses. Depois dessa época somente cds demo com novas composições foram lançados. Desde a sua estreia, Mosiah Roots atingiu boa projeção, tocado em eventos junto com bandas como Charlie Brown Jr., Natiruts, Planet Hemp, Ira, Paralamas do Sucesso, O Rappa, Inner Cicle, Yelowman, Cidade Negra, entre outras. Por ser um dos grupos mais aclamados do cenário musical alternativo e independente de Salvador, já participou de quatro edições do Festival de Verão. Em turnê realizada durante um mês pelo sul do país, Mosiah Roots deixou fãs em Florianópolis (Sc), Curitiba (PR) e outras cidades do interior catarinense. Para 2007, a banda promete um novo disco com novas músicas e o lançamento do seu primeiro vídeo clipe.

## Formação
Luciano  - Guitarra / Voz
Marcos Alexandre - Bateria
Paulinho de Jesus - Teclado
Daniel Guimarães - Baixo
Marcio Phill - Percussão